# Käte Hamburger
Käte Hamburger, född den 21 september 1896 i Hamburg, Tyskland, död den 8 april 1992 i Stuttgart, Tyskland var en tysk germanist, litteraturvetare och filosof. Hon var professor vid Stuttgarts universitet.
Hamburger doktorerade 1922 i München. Hamburger hade judiskt påbrå och flydde till Sverige 1934 på grund av de nazistiska judeförföljelserna i Tyskland. Hon återvände till Tyskland 1956. I Sverige var hon aktiv som språklärare, journalist och författare.
Framförallt fick hon internationell uppmärksamhet inom litteraturteorin genom sin teoretiska uppsats Die Logik der Dichtung (svenska: Poesins logik). Tillsammans med Eberhard Lämmert samt Franz Karl Stanzel försökte Käte Hamburger på 1950-talet återinföra en rationell och analytisk metod inom germanistiken i Tyskland.